# Марко Грубелич
Марко Грубелич (нар. 23 вересня 1980, Белград, СФРЮ) — сербський футболіст, захисник.

## Клубна кар'єра
Почав професійну кар'єру в клубі «Земун». Потім грав за «Міліціонар» та «Раднички» з Обреновац. З 2002 року по 2006 рік виступав за столичний «Рад».
Взимку 2006 року перейшов в донецький «Металург». У чемпіонаті України дебютував 5 березня 2006 року в матчі проти харківського «Металіста» (2:0). У червні 2006 року відправився в річну оренду в алчевську «Сталь». Тоді головним тренером був голландський фахівець Тон Каанен. За підсумками сезону 2006/07 років «Сталь» зайняла останні 16 місце і вилетіла в Першу лігу. А Марко Грубелич повернувся в «Металург». Влітку 2008 року залишив «Металург». Всього за «Металург» провів 24 матчі в чемпіонаті України і 3 матчі в Кубку України. З 2009 по 2013 роки був гравцем клубу «Бежанія». У квітні 2010 року перейшов на правах оренди в «Волгарь-Газпром», до складу якого був заявлений 7 квітня.

## Кар'єра в збірних
Виступав за юнацьку збірну Сербії і Чорногорії. Провів 3 матчі за молодіжну збірну Сербії і Чорногорії.

## Особисте життя
Його батько — будівельник, мати — працює в банку. Старший брат також банкір. Марко одружений з Марією, у них двоє дітей син Вука і дочка Елену.